# كان من المفترض أن يحدث الحب
كان من المفترض أن يحدث الحب (بالهندية: प्यार तो होना ही था) (بالإنجليزية: Pyaar To Hona Hi Tha) هو فيلم كوميدي رومانسي هندي باللغة الهندية صدر عام 1998 من إخراج أنيس بازمي وبطولة أجاي ديفجان وكاجول.

## قصة
سانجانا، امرأة خرقاء للغاية، تعيش في باريس مع مديرها أمريش باتيل، وهي على وشك الزواج من حبيبها راهول. راهول على وشك السفر إلى الهند في رحلة عمل، وتصر سانجانا على الذهاب معه، رغم خوفها الشديد من الطيران. عندما تستعد الطائرة للإقلاع، يسيطر عليها خوف سانجانا، فتُحدث فوضى عارمة في الطائرة، وتنجح في النزول منها بسلام. بعد بضعة أيام، وخلال مكالمة هاتفية مع سانجانا، يُفصح راهول وهو ثمل عن حبه لامرأة تُدعى نيشا جايتلي، وأنه سينفصل عن سانجانا.
تقرر سانجانا السفر إلى الهند واستعادة راهول، مهما كان الثمن. وبينما كانت الطائرة على وشك الإقلاع، جلس بجانبها راكب يُدعى شيخار سوريافانشي. يدرك راهول أن سانجانا تخشى الطيران، فيصرف انتباهها باستفزازها. خلال الرحلة، سكبت سانجانا مشروبًا على شيخار بالخطأ، وأدركت أنه يخفي شيئًا ما. ذهب شيخار إلى الحمام، وبينما كان في الداخل، أخرج نبتة ملفوفة بقطعة قماش من جيبه. فتح القماش الذي يغطي النبتة، كاشفًا عن عقد ألماس سرقه من باريس. بعد عودته إلى مقعده، وضع العقد في إحدى حقائب سانجانا ليُدخله خلسةً عبر الجمارك. بعد رحلة فوضوية، هبطت الطائرة في الهند.
سُرقت حقائب سانجانا من مكتب استقبال الفندق، فقرر شيخار البقاء معها كوسيلة للبقاء بالقرب من العقد. في هذه الأثناء، يلاحق مفتش الشرطة خان شيخار لسرقة العقد. بعد استعادة الحقائب، انتهى المطاف بشيخار وسنجانا في قرية شيخار الأصلية، حيث شاركا في احتفالات خطوبة شقيقة شيخار الصغرى، تشوتكي. في هذه الأثناء، وقع شيخار في حب سانجانا لكنه لم يُخبرها. خلال محادثة مع عائلة شيخار، تكتشف سانجانا أن شيخار أراد كسب المال لإجراء عملية جراحية لابن أخيه الذي يحتاج إلى عملية زرع قلب. تخبره أنها كانت تملك قلادة الألماس منذ البداية، بينما يعدها شيخار بمساعدتها في استعادة راهول.
ذهب راهول إلى شاطئ بالام مع نيشا، وسانجانا، التي لا تزال مغرمة براهول، مصممة على استعادته. تذهب سانجانا وشيخار إلى شاطئ بالام ويبحثان عن راهول ونيشا، ويتظاهر شيخار بأنه حبيب سانجانا ليثير غيرة راهول، مع حرصه على عدم الكشف عن مشاعره الحقيقية لها. لسوء الحظ، تختار سانجانا مؤامرة أخرى - التظاهر بأنها وريثة ثرية - وتجعل راهول يعيد التفكير في علاقته بها. تتم دعوة شيخار وسانجانا إلى حفل عيد ميلاد نيشا، حيث تعلن عن خطوبتها على راهول. صُدمت سانجانا، وأدركت في لحظة أنها وقعت في حب شيخار الكئيب والمتوتر. لكنها لم تخبره، لأنها لم تكن تعلم أنه يحبها أيضًا.
في أحد الأيام، وجد المفتش خان سانجانا وأخبرها أن شيخار سرق القلادة، وأنه إذا استعادها، فلن يعتقل شيخار. سانجانا، مدركة لأهمية القلادة لشيخار، أعادت القلادة إلى المفتش خان وطلبت من رئيسها في باريس إرسال جميع مدخراتها بالروبية الهندية. أعطت المال لشيخار لكنها أخبرته أنها باعت القلادة وأنها قررت العودة إلى فرنسا. بعد مغادرة سانجانا، أخبر المفتش خان شيخار بما فعلته سانجانا من أجله، فاندفع إلى المطار ليخبر سانجانا أنه يحبها. أحدث ضجة وتمكن من إيقاف رحلتها. أخبر شيخار سانجانا أنه يحبها، فاعترفت له وهي تبكي أنها تحبه أيضًا. يحتضن الاثنان بعضهما البعض في الطائرة أمام هتافات الركاب.

## طاقم التمثيل
- أجاي ديفجان بدور شيخار
- كاجول بدور سانجانا
- أوم بوري بدور المفتش افتخار خان
- سونيل جروفر بدور الحلاق جولشان شارما
- بيجاي أناند في دور راهول باجاج، خطيب سانجانا.
- كاشميرا شاه بدور نيشا جايتلي، عشيقة راهول.
- هاريش باتيل بدور أمريش باتل، رئيس سانجانا.
- ريما لاغو بدور روكميني سوريافانشي، زوجة فاردان وأخت زوجة شيخار.
- أنجان سريفاستاف بدور أنوبام سوريافانشي، والد شيخار.
- تيكو تالسانيا بدور كومار مانجات / شير سينغ
- آدي إيراني كموظف استقبال في الفندق
- براهماتشاري بصفته رئيس المحطة
- ساتيش كول بدور بانكاج جايتلي، والد نيشا.
- مشتاق خان بدور اللص
- غانشيام روهيرا في دور رام سينغ، مساعد المفتش خان
- بورنيما تالوالكار في دور سوهانا سوريافانشي، أخت شيخار
- محسن ميمون في دور فيجاي سوريافانشي، ابن أخ شيخار.
- آشا شارما في دور سوميكشا سوريافانشي، والدة شيخار.
- أشيش ناجبال في دور فاردان سوريافانشي، الأخ الأكبر لشيخار.
- شاما ديشباندي في دور أنيتا جايتلي، والدة نيشا.
- أنوبام شيام بدور اللص

## موسيقى
تم إصدار الموسيقى التصويرية للفيلم بواسطة شركة بابا ميوزيك، وباعت حوالي 3.2 مليون وحدة، وكان رابع أعلى ألبوم مبيعًا في عام 1998 بعد ألبوم كوتش كوتش هوتا هي (أيضًا من تأليف جاتين-لاليت)، وألبوم ديل سي وسولديير.
| الرقم | الأغاني                   | المغني(ون)                                                      |
| ----- | ------------------------- | --------------------------------------------------------------- |
| 1     | "Aaj Hai Sagai"           | أبهيجيت بهاتاشاريا، ألكا ياجنيك                                 |
| 2     | "Jab Kisiki Taraf Dil"    | كومار سانو                                                      |
| 3     | "Ajnabi Mujhko Itna Bata" | أوديت نارايان، آشا بهوسل                                        |
| 4     | "Pyar To Hona Hi Tha"     | ريمو فيرنانديز، جاسبيندر نارولا                                 |
| 5     | "Aashiq Hoon Main"        | أوديت نارايان، آشا بهوسل                                        |
| 6     | "Jo Hona Hai"             | آشا بهوسل، محمد عزيز، سوديش بهوسل، فينود راثود، بالي براهمابهات |

## وصلات خارجية
- كان من المفترض أن يحدث الحب على موقع IMDb (الإنجليزية)
- كان من المفترض أن يحدث الحب على موقع نتفليكس (الإنجليزية)
- كان من المفترض أن يحدث الحب على موقع قاعدة بيانات الأفلام العربية
- كان من المفترض أن يحدث الحب على موقع أول موفي (الإنجليزية)
- كان من المفترض أن يحدث الحب على موقع قاعدة بيانات الفيلم (الإنجليزية)
- كان من المفترض أن يحدث الحب على موقع ليتربوكسد (الإنجليزية)
- كان من المفترض أن يحدث الحب على موقع كينوبويسك (الروسية)